# Loisieux
Loisieux est une commune française située dans le département de la Savoie, en région Auvergne-Rhône-Alpes.

## Géographie
La commune se situe sur versant oriental et septentrional du mont Tournier.

### Climat
Pour des articles plus généraux, voir Climat d'Auvergne-Rhône-Alpes et Climat de la Savoie.
En 2010, le climat de la commune est de type climat de montagne, selon une étude du Centre national de la recherche scientifique s'appuyant sur une série de données couvrant la période 1971-2000. En 2020, Météo-France publie une typologie des climats de la France métropolitaine dans laquelle la commune est exposée à un climat de montagne ou de marges de montagne et est dans la région climatique Alpes du nord, caractérisée par une pluviométrie annuelle de 1 200 à 1 500 mm, irrégulièrement répartie en été.
Pour la période 1971-2000, la température annuelle moyenne est de 9,9 °C, avec une amplitude thermique annuelle de 18 °C. Le cumul annuel moyen de précipitations est de 1 366 mm, avec 10,5 jours de précipitations en janvier et 8,1 jours en juillet. Pour la période 1991-2020, la température moyenne annuelle observée sur la station météorologique de Météo-France la plus proche, « Novalaise », sur la commune de Novalaise à 7 km à vol d'oiseau, est de 10,9 °C et le cumul annuel moyen de précipitations est de 1 443,4 mm,. Pour l'avenir, les paramètres climatiques de la commune estimés pour 2050 selon différents scénarios d'émission de gaz à effet de serre sont consultables sur un site dédié publié par Météo-France en novembre 2022.

## Urbanisme

### Typologie
Au 1er janvier 2024, Loisieux est catégorisée commune rurale à habitat dispersé, selon la nouvelle grille communale de densité à sept niveaux définie par l'Insee en 2022.
Elle est située hors unité urbaine. Par ailleurs la commune fait partie de l'aire d'attraction de Chambéry, dont elle est une commune de la couronne,. Cette aire, qui regroupe 115 communes, est catégorisée dans les aires de 200 000 à moins de 700 000 habitants,.

### Occupation des sols
L'occupation des sols de la commune, telle qu'elle ressort de la base de données européenne d’occupation biophysique des sols Corine Land Cover (CLC), est marquée par l'importance des forêts et milieux semi-naturels (55,8 % en 2018), une proportion sensiblement équivalente à celle de 1990 (56,1 %). La répartition détaillée en 2018 est la suivante : 
forêts (55,8 %), zones agricoles hétérogènes (22,7 %), prairies (18 %), terres arables (3,4 %).
L'IGN met par ailleurs à disposition un outil en ligne permettant de comparer l’évolution dans le temps de l’occupation des sols de la commune (ou de territoires à des échelles différentes). Plusieurs époques sont accessibles sous forme de cartes ou photos aériennes : la carte de Cassini (XVIIIe siècle), la carte d'état-major (1820-1866) et la période actuelle (1950 à aujourd'hui).

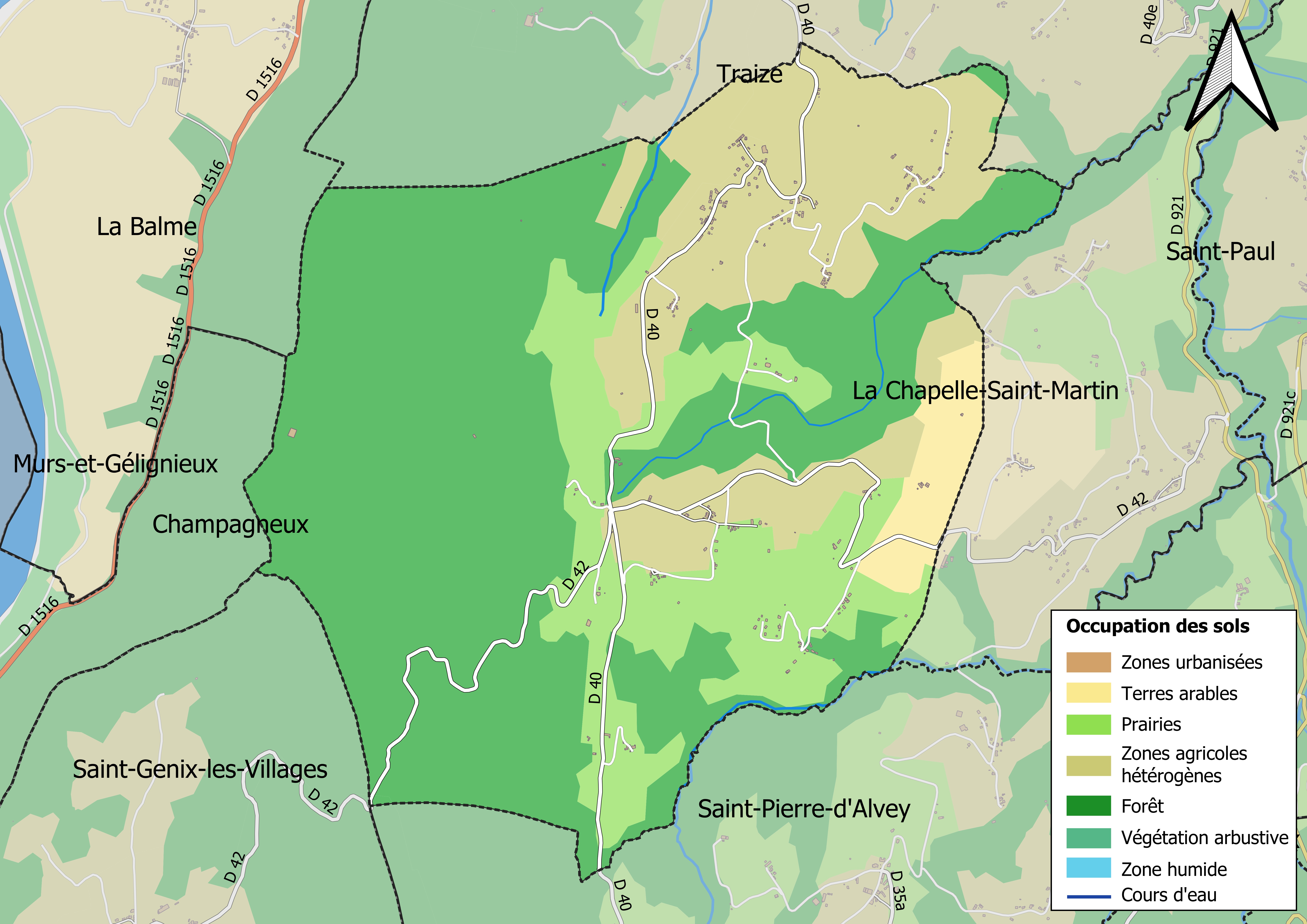
Carte des infrastructures et de l'occupation des sols en 2018 (CLC) de la commune.
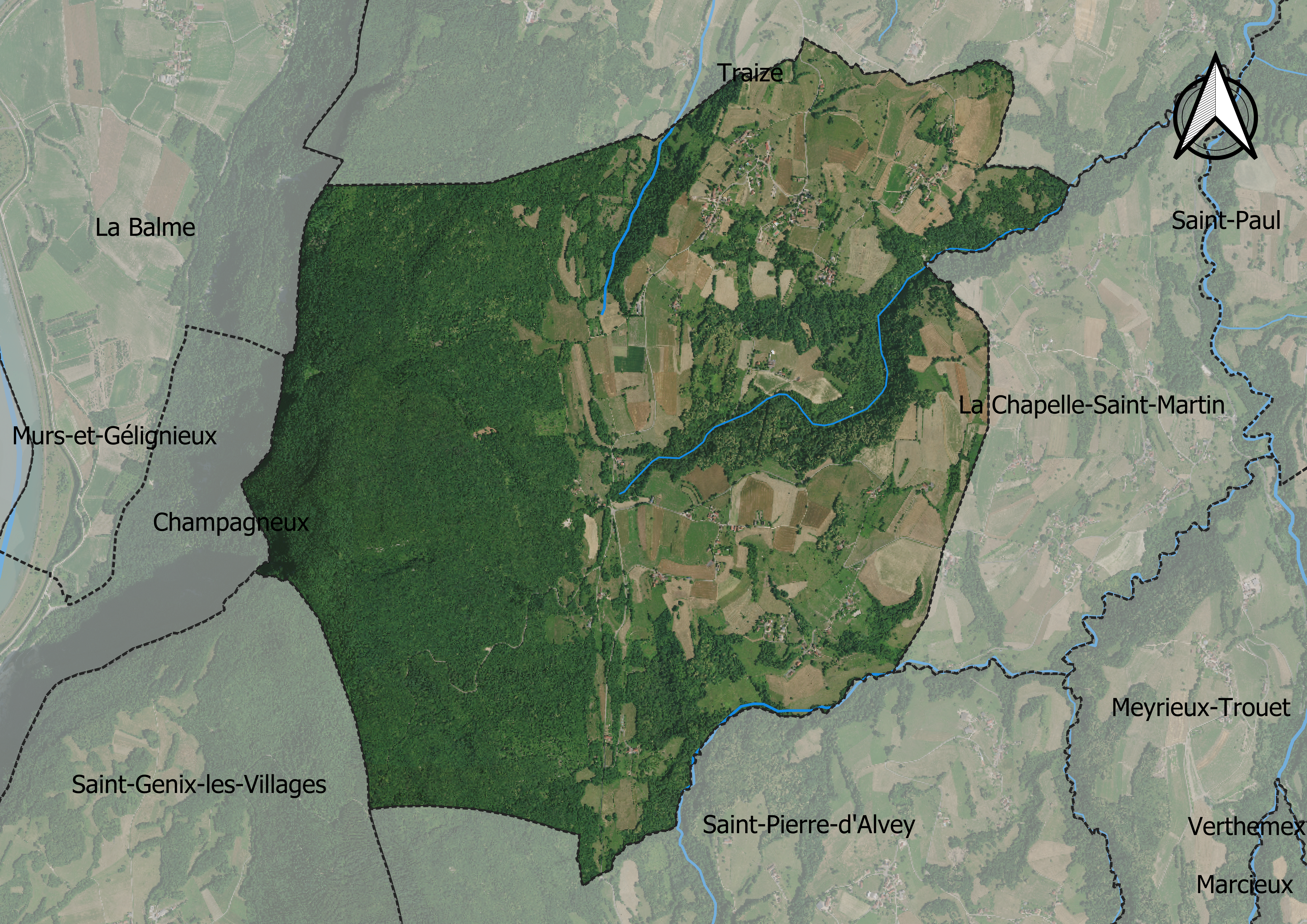
Carte orthophotogrammétrique de la commune.

## Toponymie
Les premières mentions du village ou de la paroisse datent du XIVe siècle. On trouve dans la documentation les formes suivantes : Capellanus de Loyzieu (XIVe siècle), Parrochia de Leysieu (XIVe siècle) et Loysiacum (1404),,.
Le nom de la commune trouve son origine dans le nom d'un domaine d'origine gallo-romaine *Lausiacus, ayant appartenu à Lausius,,.
En francoprovençal, le nom de la commune s'écrit Lajeu, selon la graphie de Conflans.

## Histoire
Les premières mentions du village date du XIVe siècle avec la mention d'une chapelle, dans le Cartulaire Sabaudiae,.
Le 11 germinal an II (31 mars 1794), Maxime Sevez (1761-1802), commissaire de la Révolution, est à Loisieux. Il s'assure que le clocher est abattu et qu'il n'existe plus dans la commune aucun autre signe de fanatisme ni de féodalité.

## Politique et administration
| Période                                  | Période                  | Identité          | Étiquette | Qualité |
| ---------------------------------------- | ------------------------ | ----------------- | --------- | ------- |
| Les données manquantes sont à compléter. |                          |                   |           |         |
| mars 2001                                | mars 2008                | Christian Garioud |           |         |
| mars 2008                                | En cours (au avril 2014) | Christian Garioud |           |         |

## Démographie
Les habitants de la commune sont appelés les Lezieulans ou les Loizelans.

L'évolution du nombre d'habitants est connue à travers les recensements de la population effectués dans la commune depuis 1793. Pour les communes de moins de 10 000 habitants, une enquête de recensement portant sur toute la population est réalisée tous les cinq ans, les populations de référence des années intermédiaires étant quant à elles estimées par interpolation ou extrapolation. Pour la commune, le premier recensement exhaustif entrant dans le cadre du nouveau dispositif a été réalisé en 2007.

En 2022, la commune comptait 224 habitants, en évolution de +11,44 % par rapport à 2016 (Savoie : +3,63 %, France hors Mayotte : +2,11 %).
| 1793 | 1800 | 1806 | 1822 | 1838 | 1848 | 1858 | 1861 | 1866 |
| ---- | ---- | ---- | ---- | ---- | ---- | ---- | ---- | ---- |
| 504  | 521  | 568  | 609  | 627  | 630  | 513  | 483  | 508  |

| 1872 | 1876 | 1881 | 1886 | 1891 | 1896 | 1901 | 1906 | 1911 |
| ---- | ---- | ---- | ---- | ---- | ---- | ---- | ---- | ---- |
| 481  | 530  | 497  | 502  | 439  | 377  | 320  | 334  | 307  |

| 1921 | 1926 | 1931 | 1936 | 1946 | 1954 | 1962 | 1968 | 1975 |
| ---- | ---- | ---- | ---- | ---- | ---- | ---- | ---- | ---- |
| 257  | 237  | 240  | 195  | 206  | 180  | 135  | 122  | 117  |

| 1982 | 1990 | 1999 | 2006 | 2007 | 2012 | 2017 | 2022 | - |
| ---- | ---- | ---- | ---- | ---- | ---- | ---- | ---- | - |
| 112  | 122  | 131  | 164  | 169  | 194  | 205  | 224  | - |

## Culture locale et patrimoine

### Lieux et monuments
Se situent dans cette petite commune rurale établie sur la route de Saint-Jacques-de-Compostelle une chapelle Saint-Martin et de nombreuses autres curiosités, comme les chemins du mont Tournier (grottes, belvédère de Recorba...).

### Personnalités liées à la commune
- Anthelme, Nizier Phillippe, dit Maître Philippe de Lyon, né au Rubathier, à Loisieux le 25 avril 1849.